# Sarmatosuchus
Sarmatosuchus is een geslacht van uitgestorven archosauriforme reptielen, gevonden in sedimenten van het Midden-Trias en bekend van de enige soort Sarmatosuchus otschevi. Het is een van de vroegst bekende stam-archosauriërsoorten. Het holotype en het enige exemplaar werd gevonden in versteende rivierafzettingen van de Donguz-formatie die werd blootgelegd in de buurt van de Berdyanka-rivier, regio Orenburg, Rusland. Het geslacht was oorspronkelijk opgenomen in de familie Proterosuchidae. Latere analyse door David Gower en Andrei Sennikov, de beschrijvende auteur, heeft het echter uit de Proterosuchidae verwijderd en het een basale archosauriform genoemd.
De geslachtsnaam betekent 'krokodil der Sarmaten'. De soortaanduiding eert Witalii Georgiewitsj Otsjew. Het holotype is PIN 2865/68, een gedeeltelijk skelet.